# Monoporella fimbriata
Monoporella fimbriata is een mosdiertjessoort uit de familie van de Monoporellidae.